# Dietmar Mögenburg
Dietmar Mögenburg (né le 15 août 1961 à Leverkusen) est un athlète allemand, spécialiste du saut en hauteur. Sa fille Katarina Mögenburg est également spécialiste du saut en hauteur.

## Biographie
En 1980, il égala le record du monde du Polonais Jacek Wszoła en sautant 2.35 m. Son plus grand succès a été sa médaille d'or aux Jeux olympiques d'été de 1984 à Los Angeles. Il fut par ailleurs champion d'Europe en plein air, vice-champion du monde en salle, et aux championnats d'Europe en salle il gagna cinq médailles d'or, deux d'argent et une de bronze.

## Palmarès
| Date | Compétition                    | Lieu         | Résultat | Marque |
| ---- | ------------------------------ | ------------ | -------- | ------ |
| 1980 | Championnats d'Europe en salle | Sindelfingen | 1er      | 2,31 m |
| 1981 | Championnats d'Europe en salle | Grenoble     | 3e       | 2,25 m |
| 1982 | Championnats d'Europe en salle | Milan        | 1er      | 2,34 m |
| 1982 | Championnats d'Europe          | Athènes      | 1er      | 2,30 m |
| 1983 | Championnats du monde          | Helsinki     | 4e       | 2,29 m |
| 1984 | Championnats d'Europe en salle | Göteborg     | 1er      | 2,33 m |
| 1984 | Jeux olympiques                | Los Angeles  | 1er      | 2,35 m |
| 1986 | Championnats d'Europe en salle | Madrid       | 1er      | 2,34 m |
| 1986 | Championnats d'Europe          | Stuttgart    | 4e       | 2,29 m |
| 1987 | Championnats du monde          | Rome         | 4e       | 2,35 m |
| 1988 | Championnats d'Europe en salle | Budapest     | 2e       | 2,37 m |
| 1988 | Jeux olympiques                | Séoul        | 6e       | 2,34 m |
| 1989 | Championnats d'Europe en salle | La Haye      | 1er      | 2,33 m |
| 1989 | Championnats du monde en salle | Budapest     | 2e       | 2,35 m |
| 1990 | Championnats d'Europe en salle | Glasgow      | 3e       | 2,30 m |
| 1990 | Championnats d'Europe          | Split        | 4e       | 2,31 m |

## Records
| Épreuve         | Épreuve   | Performance | Lieu      | Date            |
| --------------- | --------- | ----------- | --------- | --------------- |
| Saut en hauteur | Plein air | 2,36 m      | Eberstadt | 10 juin 1984    |
| Saut en hauteur | Salle     | 2,39 m      | Cologne   | 24 février 1985 |